# Lupus Hellinck
Lupus Hellinck, Wulfaert Hellinck ou Helling, né à Axel ( ? ) en 1493 ou en 1494 et mort à Bruges vers le 14 janvier 1541, est un compositeur de l'école dite franco-flamande.  Il a composé des messes, des chorals allemands, des motets et des chansons françaises et néerlandaises.

## Biographie
Les musicologues crurent longtemps qu'une fois établi à Bruges, il y vécut le reste de sa vie, mais la publication en 1989 de documents d'archives du Vatican a révélé qu'il fit un séjour à Rome.  L'un de ces documents, daté d'avril 1518, lui donne 24 ans, ce qui situe sa date de naissance en 1493 ou en 1494 .
Il n'existe aucune certitude sur le lieu de naissance de ce fils d'un certain Johannes Hellinck qui, lui, était originaire du diocèse d'Utrecht.  On ne sait rien non plus des premières années de Lupus.  Son nom apparaît pour la première fois dans la liste des enfants de chœur de l'église Saint Donatien de Bruges, le 24 mars 1506.  Il quitta l'église en 1511 à l'âge de la mue pour aller faire ses études, mais y revint comme sacristain le 16 novembre 1513.  Dans une liste d'éminents musiciens d'Europe du Nord actifs à la cour de Léon X en 1513, liste établie par le théoricien de la musique et écrivain Vincenzo Galilei, figure un Lupus qui a contribué à jeter la confusion dans la chronologie de la biographie de Lupus Hellinck.  Mais il est vrai que cette liste a été établie plusieurs décennies après les faits.

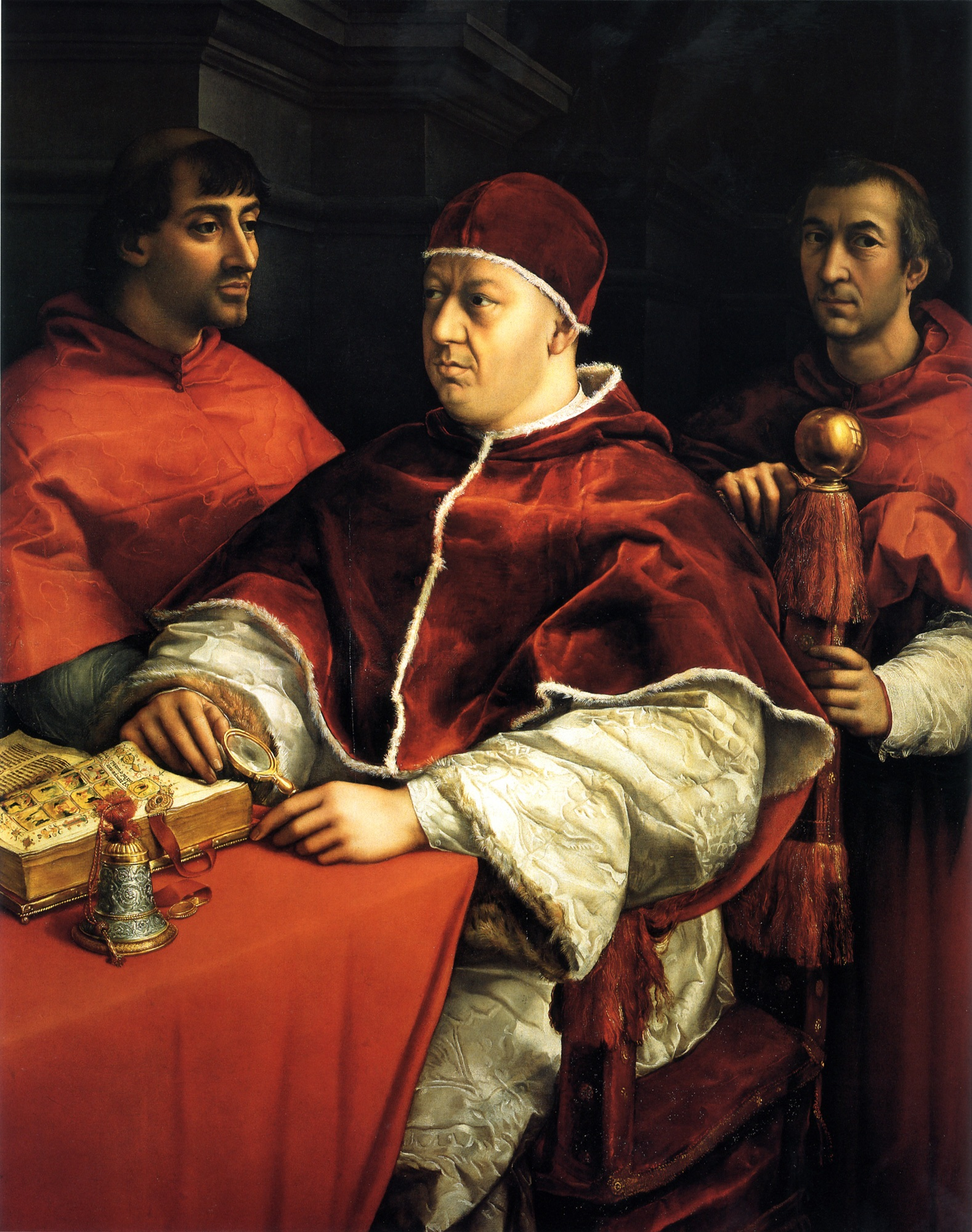
Le Pape Léon X avec deux cardinaux, par Raphaël. Lupus Hellinck fut employé au service de Léon X.

Lupus Hellinck fit partie de l'entourage de Léon X, et reçut l'ordination en 1518.  À la fin de 1515, il partit pour étudier afin de pouvoir obtenir le sacerdoce pour lequel il sollicita à Rome en avril 1518, tout en étant employé au service du Pape.  Il lui fut accordé une indulgence, encore le même mois, comme il s'apprêtait à partir de Rome.  Du document écrit concernant la supplication, nous apprenons qu'il était âgé de 24 ans et qu’il desservit l'aumônerie perpétuelle liée à l'autel de Saint-Nicolas à l'hôpital Saint-Jean, à Bruges.
En juin 1518, un musicien désigné comme Lupo francese/fiammengo cantore figure dans les registres des comptes de Sigismond d'Este à Ferrare ; les chercheurs semblent aujourd'hui vouloir admettre qu'il s'agit de Lupus Hellinck.  Il aurait demeuré à Ferrare de juin 1518 jusqu’à la fin du mois d'avril 1519.  Il est douteux, notamment pour des raisons stylistiques, qu'il soit l'auteur des motets signés par un Lupus dans les sources de l’époque.  Hellinck revint dans les Pays-Bas au cours de 1519, car en octobre de cette année, on trouve son nom dans les registres de l’église Saint Donatien de Bruges.  En 1521, il accéda au poste de succentor, ou second chanteur, de l'église voisine de Notre-Dame de Bruges, mais il revint desservir l'église Saint Donatien dans la même position le 17 juin 1523.  Hellinck fut réadmis à l'église Saint Donatien comme clerc installé, et sa tâche consistait à chanter de la polyphonie dans le chœur.
Les documents que nous ont laissé ses exécuteurs testamentaires, un an après sa mort, établissent l'orthographe correcte de son prénom en néerlandais, Wulfaert, et font mention d'un fils qui s'appelait Wulfuekin.  Après qu'il eut accédé au poste de succentor, il fut inscrit comme Lupus sur les registres de l'église, en vertu de la coutume de latiniser les noms de ceux qui atteignirent un certain grade dans l’ordre clérical.
Les compositions de Hellinck furent publiées en Italie, en France, en Allemagne et dans les Pays-Bas et furent notées dans des manuscrits conservés dans des endroits aussi éloignés que le Portugal et la Pologne.  De nombreuses sources ne donnent que le nom de Lupus ; toutefois, ses œuvres sont rarement confondues avec celles de Johannes Lupi.
Il a longtemps existé une certaine confusion dans sa biographie et des incertitudes quant à l'attribution d’œuvres à ce compositeur en raison de l'existence d'autres musiciens diversement répertoriés Lupus ou Lupi dans les recueils ou les registres du XVIe siècle.  La recherche n'est pas terminée ; l'exploitation de certaines archives du Vatican à la fin du XXe siècle a apporté de nouvelles précisions sur ce musicien catholique dont les rapports avec la Réforme protestante intriguent les chercheurs.
Apparemment, Hellinck ne quitta plus Bruges.  Un événement particulier de sa vie fournit un lien avec d'éventuelles sympathies protestantes : en 1539, il participa à un concours dramatique à Gand, collaborant à la mise en scène d'une pièce de théâtre qui fut ensuite mise à l'Index par l'Église catholique.

## Œuvre et influence
Hellinck a écrit treize messes, une quinzaine de motets, onze chorals, une demi-douzaine de chansons en français (notamment Reviens vers moi, Il n'est trésor, Plus revenir ne puis) et plusieurs chansons en néerlandais.
Hellinck était un maître artisan qui s’intéressait particulièrement à l’unification thématique de ses compositions et qui utilisait différentes techniques pour y parvenir.  La variété considérable de lignes mélodiques et rythmiques est équilibrée par une technique habile de dissonances et un sentiment assez délicat de la forme.

### Messes
La principale contribution de Hellinck à la musique polyphonique de l'école franco-flamande est la messe.  Il a composé au moins 13 messes-parodies, pour la plupart dérivées de ses motets et écrites dans une technique étonnamment uniforme utilisant le contrepoint ; très homogènes, elles comprennent de nombreux passages qui se répètent en tout ou en partie.  Certains passages sont homophoniques, par exemple le « Et incarnatus est » : lente succession d'accords majestueux selon un procédé dramatique efficace que l'on trouve déjà chez Josquin des Prez, notamment dans sa Missa Pange Lingua.  Dans l’Agnus Dei qui clôt la messe, Hellinck revient à des passages antérieurs, créant une unité thématique qui annonce des techniques de composition musicale beaucoup plus tardives.  Sa messe Panis quem ego dabo est tirée d'un de ses propres motets qui inspirera plus tard Palestrina.
Son procédé de la parodie n’impliquait pas la citation de passages verticaux significatifs, sauf dans la Missa ‘In te Domine speravi’, basée sur son propre motet.  Il préférait développer de nouvelles combinaisons contrapuntiques basées sur des thèmes d’un modèle.  Il unifiait ses messes en revenant régulièrement sur les mêmes thèmes et en réitérant des passages des sections précédentes d’une messe sur un texte différent.  Le recours fréquent à l'auto-emprunt se manifeste surtout dans les sections de l’Agnus Dei qui servent de codas réfléchies à ses messes : seule la Missa ‘In te Domine speravi’ contient un Agnus Dei nouvellement composé.  L'auto-emprunt est particulièrement évident dans la Missa ‘Veni sponsa Christi Missa’, qui contient pas moins de 25 passages répétés, allant de quatre à 19 portées.  Hellinck applique des procédés traditionnels lorsqu’il utilise des thèmes de la première partie du modèle, dans l'ordre consécutif, dans le Kyrie, ainsi que dans les premières sections du Gloria et du Credo, du Sanctus proprement dit et le premier Agnus Dei.  Des thèmes de la deuxième partie du modèle sont utilisés consécutivement dans la section « Qui tollis » du Gloria, la dernière partie du Credo, l'« Osanna » et le dernier Agnus Dei.  La section « Domine Deus » du Gloria et le « Benedictus » sont, en général, librement composés à deux exceptions près : le « Et incarnatus » est mis en musique en triple répétition en des accords lents entrecoupés de brefs passages imitatifs.

### Motets
Les deux parties de chacun de ses motets contiennent, en général, environ le même nombre de portées, et les points d'imitation ont en général une même longueur ; parfois, un groupe thématique court est équilibré par un plus long.  Hellinck n’utilise ni le cantus firmus ni le canon, paraphrase rarement des mélodies de plain-chant et évite les séquences et les sections en accords, préférant une polyphonie uniformément flottante obtenue par l'utilisation de l'imitation omniprésente.
Les motets, qui témoignent de l'influence de Nicolas Gombert, ont plus récemment attiré l'attention des experts en raison du lien qui pourrait exister avec les écrits de Jérôme Savonarole.  Hellinck a résidé à Ferrare, ville natale du réformateur dominicain; il a fréquenté le milieu de la cour d'Este où Savonarole jouissait toujours d'un grand prestige et où la critique contre la papauté était tolérée dans d'étroites limites.  Après avoir subi la torture, le réformateur emprisonné avait dicté deux méditations douloureuses sur les psaumes Infelix Ego et Tristitia obsedit me (psaumes 50 et 30) ; ces textes étaient devenus très populaires parmi les compositeurs de motets du XVIe siècle, surtout lorsqu'ils résidaient loin de Rome ou qu'ils participaient activement à la réforme.  Cependant certains historiens pensent qu'avant d'utiliser ces textes verbatim, les compositeurs se seraient contentés d'y faire allusion de façon discrète ; ce serait le cas des motets de Hellinck, basés sur les psaumes 50 et 30, et de la célèbre version du Miserere de Josquin.  Ces trois motets datent sans doute du séjour ferrarrais.  In te domine speravi date probablement de 1518 ou 1519, à moins qu'il n'ait été composé juste après le retour de Hellinck à Bruges.  La première version du Miserere, Miserere mei deus, qui rassemble diverses citations des psaumes, est stylistiquement très proche du Miserere de Josquin, dont il existe une copie italienne des environs de 1520, ce qui rend plausible l'idée que le morceau aurait été composé à Ferrare.  La deuxième version du Miserere mei domine est basée sur le psaume 6, et évoque de nouveau la version de Josquin, composée à Ferrare vingt ans plus tôt. 
Les œuvres plus anciennes de Hellinck manifestent une tendance vers la clarté tonale et formelle ; le Beati omnes, In te Domine speravi et Qui confidunt in Domino, et le fameux Panis quem ego dabo sont de bons exemples.  Ces œuvres montrent l'influence de Josquin, bien qu'ils n'aient pas la légèreté de la texture des motets-psaumes de celui-ci.  Les compositions plus tardives de Hellinck, notamment les motets O veneranda martyrum, et Joannes Jesu Christo et le motet en l'honneur de Saint Donatien, Cursu festa dies, semblent refléter l'influence de Gombert.  De courtes imitations se développent en de longues lignes mélismatiques, dans lesquelles le texte occupe une position subalterne.  Le compositeur évite les cadences par de larges chevauchements d’une texture homogène et dense qui ne contient ni d'imitation en pairs ni d'autres contrastes dans la notation vocale.  Des auto-emprunts se produisent également dans les motets.

### Chorals allemands
Vers la fin de sa carrière Hellinck, composa onze chorals allemands écrits dans le style motet, dont la mélodie est placée au ténor ; celui-ci est parfois noté en brèves, mais se distingue peu des autres voix sur le plan rythmique.  Ils indiquent que Hellinck, même s’il était un prêtre catholique, était favorable à la Réforme ; cette thèse est renforcée par le fait de sa participation, lors du concours des chambres de rhétorique à Gand en 1539, à un jeu qui a été placé sur l'Index par la suite.  Les chorals sont parus dans l'anthologie de l'imprimeur wittembourgeois Georg Rhau (vers 1488 - 6 août 1548) Deutsche geistliche Gesange für Schulen, publiée en 1544 et ont peut-être été commandés par ce dernier.

## Œuvre

### Messes
- (la) Missa ‘Christus resurgens’, à quatre voix, 1544 (sur le motet de Jean Richafort)
- (la) Missa ‘Confitemini Domino’, à quatre voix, (anonyme dans la source mais attribuable à Hellinck pour des raisons stylistiques ; sur le motet de Mouton)
- (la) Missa ‘Ego sum qui sum’, à cinq voix, E-MO 776 (sur le motet de Richafort)
- (la) Missa ‘Jam non dicam vos servos’, à quatre voix, 1532 (sur le motet de Richafort)
- (la) Missa ‘In te Domine speravi’, à quatre voix, 1568 (sur son propre motet)
- (la) Missa ‘Intemerata virgo’, à quatre voix, 1545 (sur le motet de Josquin : 3p. et 4p. de Vultum tuum deprecabuntur)
- (la) Missa ‘Mater Patris’, à quatre voix, MO 776 (sur le motet de Brumel)
- (la) Missa ‘Panis quem ego dabo’, à quatre voix, 1532 (sur son propre motet)
- (la) Missa ‘Peccata mea’, à quatre voix, 1544 (sur le motet de Richafort)
- (la) Missa ‘Surge propera amica’, à quatre voix, MO 776 (sur le motet de Lupi)
- (la) Missa ‘Surrexit pastor bonus’, à cinq voix, 1543 (sur le motet de A. de Silva ; attribué à Lupus Italus in GB-Cp 471-4)
- (la) Missa ‘Veni sponsa Christi’, à cinq voix, 1543 (sur le motet de Richafort ; attribué à Hellinck, Lupus [Wulfaert]. Hesdin in I-Rvat C.S.17)
- (la) Missa ‘Virgo mater salvatoris’, à quatre voix, 1545 (sur un motet anonyme in F-CA 124)

### Motet
- (la) Beati omnes qui timent Dominum, à quatre voix, 1532
- (la) Cursu festa dies sydereo, à cinq voix, 1545
- (la) Ego sum panis vitæ, à quatre voix, 1539
- (la) Hodiernae lux diei, à quatre voix, 1532
- (la) In te Domine speravi, à cinq voix, 1532
- (la) Treize livres de motets parus chez Pierre Attaingnant en 1534 et 1535
- (la) Joannes Jesu Christo, à quatre voix, 1553
- (la) Laetetur omne saeculum, à quatre voix, 153211
- (la) Mane surgens Jacob, à quatre voix, 1545
- (la) Ne projicias me, à cinq voix, 1545
- (la) O veneranda martyrum, à cinq voix, 1546
- (la) Panis quem ego dabo, à quatre voix, 1532, éd. in Rhau, Musikdrucke
- (la) Pater noster, à cinq voix, 1540 ; Primo die Sabbatorum, à quatre voix, 1554
- (la) Qui confidunt in Domino, à cinq voix, 1542
- (la) Usquequo Domine oblivisceris me, à quatre voix, 1535, éd. 93  chorales

### Chorals allemands
Édition : Newe deudsche geistliche Gesenge, 1544
- (de) Ach, Vater unser, der du bist, à quatre voix, W 70
- (de) An Wasserflüssen Babylon, à quatre voix, W 162
- (de) Aus tiefer Not schrei ich zu dir, à quatre voix, W 105
- (de) Capitan Herre Gott, à quatre voix, W 168
- (de) Christ lag in Todesbanden, à quatre voix, W 17
- (de) Durch Adams Fall ist ganz verderbt, à quatre voix, W 145
- (de) Ein feste Burg ist unser Gott, W 95
- (de) Frölich wollen wir Halleluia singen, à quatre voix, W 158
- (de) Mensch, wilt du leben seliglich, à quatre voix, W 51
- (de) Mit Fried und Freud ich fahr dahin, à quatre voix, W 10
- (de) Wohl dem, der in Gottes Furchte steht, à quatre voix, W 101

### Chansons françaises
- (fr) Honneur sans plus, à quatre voix, (attribué à Jo. James en 1543)
- (fr) Nouvel amour le mien cueur, à quatre voix
- (fr) O Attropoz viens bien tost, à quatre voix
- (fr) Quand l’amitié, à quatre voix, 1557
- (fr) Vostre beaulté plaisant et lyé, à quatre voix
- (fr) Chansons musicales à quatre parties (Paris, 1533) (attribué à Gombert in A et T de 1544, Hellinck in Sup et B) (attribué à Gombert)

### Chansons néerlandaises
- (nl) Aenhoert al myn geclach, à quatre voix, vers  1535 (anonyme en 1535, attribué à Lupus in P-Cug 48 sur les paroles A fort quand Dieu plaira) :

Trois chansons sur des paroles néerlandaises de Lupus Hellinck furent publiées à titre posthume par Tielman Susato en 1551 dans ses musyck boexkens (une anthologie de chansons sur des paroles néerlandaises), à savoir :
- (nl) Compt alle uut bij twe bij drije, à quatre voix, 1551
- (nl) Janne Moije, Janne Moije al claer al claer, à quatre voix, 1551 (chanson réimprimée en 1572 par l’éditeur Petrus Phalesius dans son recueil de chansons néerlandaises)
- (nl) Nieuwe almanack ende pronosticatie, à quatre voix, 1551[9]

### Attributions douteuses
- (la) Missa ‘Quem dicunt homines’, à quatre voix, attribué à Hellinck in F-CA 3, attribué à Pierkin de Raedt in CA 124 (sur le motet de Richafort)
- (la) Jerusalem luge, à cinq voix, attribué à Hellinck en 1534 ; attribué à Richafort en 1532 et dans huit autres sources ; attribué à Caen en 1559 et dans trois autres sources
- (la) Laudate pueri Dominum, à cinq voix, attribué à Hellinck en 1544 ; attribué à Vinders en 1557
- (la) Pontificum sublime decus, à cinq voix, attribué à Hellinck in 1546, attribué à Johannes Lupi en 1538, 1539
- (fr) Je suis desheritée, à quatre voix, attribué à ‘Lupus’ en 1534, 1537, attribué à Cadéac en 1540 et dans six autres sources

## Ressources

### Sources
- (nl) Bonda, Jan Willem.  De meerstemmige Nederlandse liederen van de vijftiende en zestiende eeuw. Hilversum, Verloren, 1996, p. 505  (ISBN 90-6550-545-8).
- (en) Blackburn, Bonnie J.  « Hellinck, Lupus [Wulfaert] », in : Macy, Laura. (dir.), Grove Music Online, [En ligne], réf. du 15 septembre 2006.  [www.grovemusic.com].
- (en) Lockwood, Lewis.  « Jean Mouton and Jean Michel: New Evidence on French Music and Musicians in Italy 1505-1520 », Journal of the American Musicological Society, XXXII, 1979, p. 191-246, en particulier p. 198-199.
- (en) Macey, Patrick.  Bonfire Songs: Savonarola's Musical Legacy [Chants du bûcher : l'héritage musical de Savonarole], Oxford, Clarendon Press, 1998  (ISBN 0-19-816669-9).
- (en) Oron, Aryeh.  Lupus Hellinck, composer, [En ligne], avril 2006, réf. du 10 janvier 2015.  [www.bach-cantates.com].
- (en) Reese. Gustave, « Nicolas Champion », in : Music in the Renaissance, New York, W. W. Norton & Company, 1954  (ISBN 0-393-09530-4).
- (en) Sherr, Richard (éd. et intr.).  Selections from Bologna, Bologne, Civico Museo Bibliografico Musicale, MS Q 19 (‘Rusconi’), New York, Garland, 1989 (Sixteenth-Century Motet; 6-7).